# Wolfgang Glaeser
Wolfgang Glaeser (Brandenburg, 9 juli 1940 – 28 maart 2020) was een Oost-Duits politicus. 

## Loopbaan
Van 1958 tot 1962 studeerde Glaeser pedagogie. Van 1962 tot 1973 was hij zwemtrainer en daarna leerkracht. In 1966 sloot hij zich aan bij de NDPD (Nationaal-Democratische Partij van Duitsland), een van de zogenoemde 'Blockpartijen' in de DDR. Van 1974 tot 1990 maakte hij deel uit van het kringbestuur van Brandenburg en tot 1989 van de gemeenteraad van Brandenburg. 
Op 21 januari 1990 werd hij tot partijvoorzitter van de NDPD gekozen, maar moest reeds in februari 1990 na intriges van de oude partijleiding aftreden. In februari werd hij echter wel in het partijbestuur gekozen. Na de fusie met de Bund Freier Demokraten in maart 1990 werd hij lid van het partijbestuur van de BFD/Liberale. Na de Duitse Hereniging (oktober 1990) werd hij lid van de liberale Freie Demokratische Partei (FDP). 
Vanaf 1991 was hij voorzitter van de Karl Hamann Stichting, het partijbestuur van de FDP-Brandenburg en voorzitter van de zwembond van Brandenburg.
Wolfgang Glaeser overleed in 2020 op 79-jarige leeftijd.